# آلما (اکلاهما)
الما، اکلاهما (به انگلیسی: Alma, Oklahoma) یک منطقهٔ مسکونی در ایالات متحده آمریکا است که در اکلاهما واقع شده‌است.